# Segel-Club Hansa von 1898

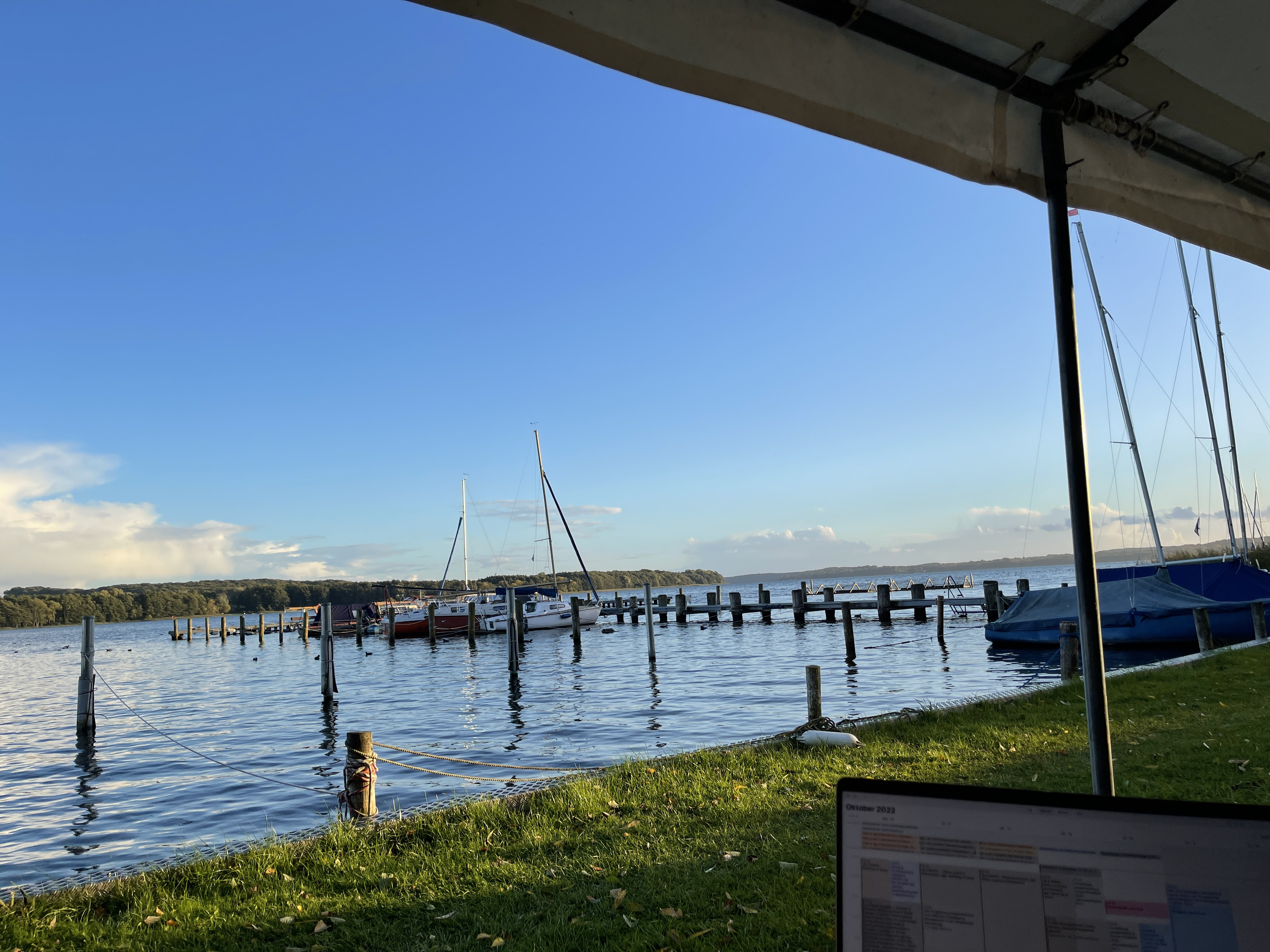
Segelressort Schanzenberg

Der Segel-Club Hansa von 1898 e. V. (SCH) ist ein Segelclub in Lübeck und wurde im Jahre 1898 ebendort als Segler-Club Hansa von 1898 e. V. gegründet. Der Stammsitz befindet sich am Wakenitzufer. Das Bootshaus ist seit 2022 in die Denkmalliste Lübeck eingetragen. Das Segel- und Regattarevier befindet sich an der Nordwestseite am Ratzeburger See auf dem sogenannten „Schanzenberg“.

## Geschichte
Der Segler-Club Hansa wurde am 27. August 1898 – noch vor dem auf Wunsch Wilhems II. drei Tage später gegründeten Lübecker Yacht-Club – als Arbeitersportverein von fünf Handwerkern in Lübeck gegründet. Vereinsvorsitzender wurde Heinrich Koch. Clublokal war das Lokal „Wakenitz Bellevue“ an der Wakenitz, in der die Boote an Bojen und später einem Floß lagen. Winterlager war die Wiese vor dem Lokal. Die Mitglieder des SCH segelten zunächst auf ausgedienten Rettungsbooten sowie selbstgebauten kleinen Kielbooten und offenen Jollen, später auch auf selbstgebauten Rennjollen und Jollenkreuzern. Erste Regatten wurden ab 1903 zusammen mit dem Lübecker Yacht-Club und dem Lübecker Segler-Verein auf der Wakenitz und ab 1912 auch auf dem Ratzeburger See, dem zweiten Segelrevier des Clubs, veranstaltet. Der stetig wachsende Verein weihte 1913 schließlich sein vereinseigenes und größtenteils in Eigenarbeit gebautes Bootshaus, das seither als Clubhaus und als Winterlager diente, ein und verzeichnete 1918 bereits 180 Mitglieder.
Übers Wochenende segelten die Mitglieder gemeinsam die Wakenitz bis nach Rothenhusen, eine mittelalterliche Zollstation auf einer kleinen Insel am Nordende des Ratzburger Sees, hinauf; ab 1911 auch mit Schlepphilfe von Motorbooten. Übernachtet wurde anfangs in Zelten, mit der Zeit bauten die Mitglieder jedoch feste Wochenendhäuser – zuerst am Westufer und, als diese weichen mussten, am Ostufer der Wakenitz. Die Siedlungen „Reiherstieg“, „Neu Brasilien“ und „Brook“ entstanden.
Nach dem Ersten Weltkrieg wurden zunehmend Rennjollen und Verbandsregatten gesegelt und gegen Ende der 20er-Jahre nahmen SCH-Mitglieder erstmalig an Auswärtsregatten unter anderem in Berlin teil. Gleichzeitig kommen Segler aus Berlin, Hamburg und Ratzeburg zu Gast. 1925 schloss sich der Verein dem Dachverband der Arbeitersegelvereine, dem Freien Segler-Verband (FSV) an. Zudem wurde eine basisdemokratische Vereinskultur entwickelt.
Als am „Tag der nationalen Arbeit“ am 1. Mai 1933 im gesamten Deutschen Reich Hakenkreuzfahnen wehen sollten, demontierten die „roten“ Mitglieder des Vereins unter ihrem kommunistischen Vorsitzenden Karl Ross die Flaggenmasten am Bootshaus. Woraufhin der Verein verboten, zwangsenteignet und an den Lübecker Yacht-Club zwangsangegliedert wurde. 1938 gelang es ehemaligen Mitgliedern jedoch, den Segler-Club Hansa unter NS-Zwangsverwaltung neuzugründen. „Vereinsführer“ wurde Herbert Korf und für das Bootshaus musste Miete an die Stadt Lübeck bezahlt werden.
Nach dem Ende des Zweiten Weltkrieges beschlagnahmten die britischen Besatzer 1945 das Bootshaus und gründeten in diesem den British Lübeck Yacht Club. Am 13. September 1945 wurden die Vereinsgeschäfte des SCH wiederaufgenommen, der „Vereinsführer“ abgewählt und selbiger sowie alle ehemaligen NSDAP-Angehörigen aus dem Verein ausgeschlossen und die alte FSV-Satzung beschlossen. Das Segeln ist von 1945 bis 1947 jedoch praktisch nicht möglich, da die Wakenitz und der Ratzeburger See für Deutsche gesperrt waren. Offiziell zugelassen wurde der Verein jedoch erst am 13. April 1948 durch die britische Militärregierung. Gleichzeitig ging das beschlagnahmte und über die Zeit heruntergekommene Bootshaus inklusive der Boote zurück an den Verein und wurde in Eigenarbeit renoviert und repariert.
Im Gegensatz zum Clubgelände mit dem Bootshaus gehörten die am Ostufer der Wakenitz gelegenen, Ferienhaussiedlungen „Reiherstieg“ und „Neu-Brasilien“ fortan zur sowjetischen Besatzungszone und später zur DDR; Abschnitte der Wakenitz wurde für rund vier Jahrzehnte bis 1989 innerdeutscher Grenzfluss. 1949 wurde daraufhin in Groß Sarau am Ratzburger See, auf dem sogenannten „Schanzenberg“, ein neues Clubgelände mit vereinseigenem Hafen gepachtet und von den Mitgliedern eine neue Ferienhaussiedlung gebaut. Auch der Segelbetrieb wurde samt zahlreicher veranstalteter Regatten, darunter Deutsche und Europäische Meisterschaften der Bootsklassen Korsar, Jollenkreuzer, Varianta, Pirat und Shearwater, zunehmen dorthin verlegt.

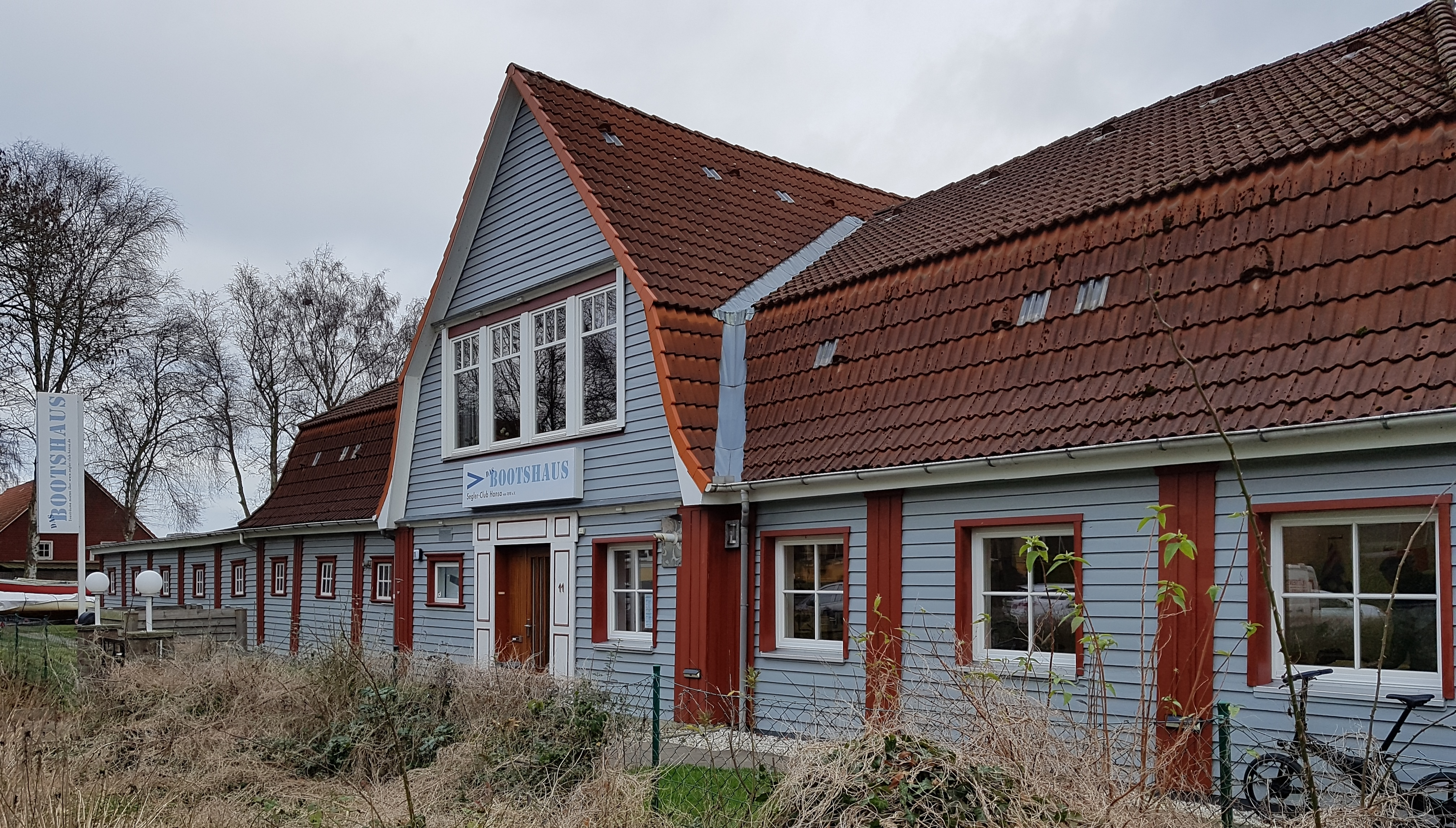
Bootshaus

Das alte Bootshaus an der Wakenitz verlor damit seine Bedeutung als Clubhaus und ist seither Winterlager des Clubs. 1975 wurde es umgebaut und erneut renoviert; 2022 wurde es in die Denkmalliste der Stadt Lübeck eingetragen und zusammen mit dem Clubgelände und der Steganlage als „herausragendes Beispiel der Wassersporttradition im Lübecker Stadtgebiet“ unter Ensembleschutz gestellt. Im Sommer wird das Gelände heute von der dort ansässigen Lübecker Segelschule benutzt.

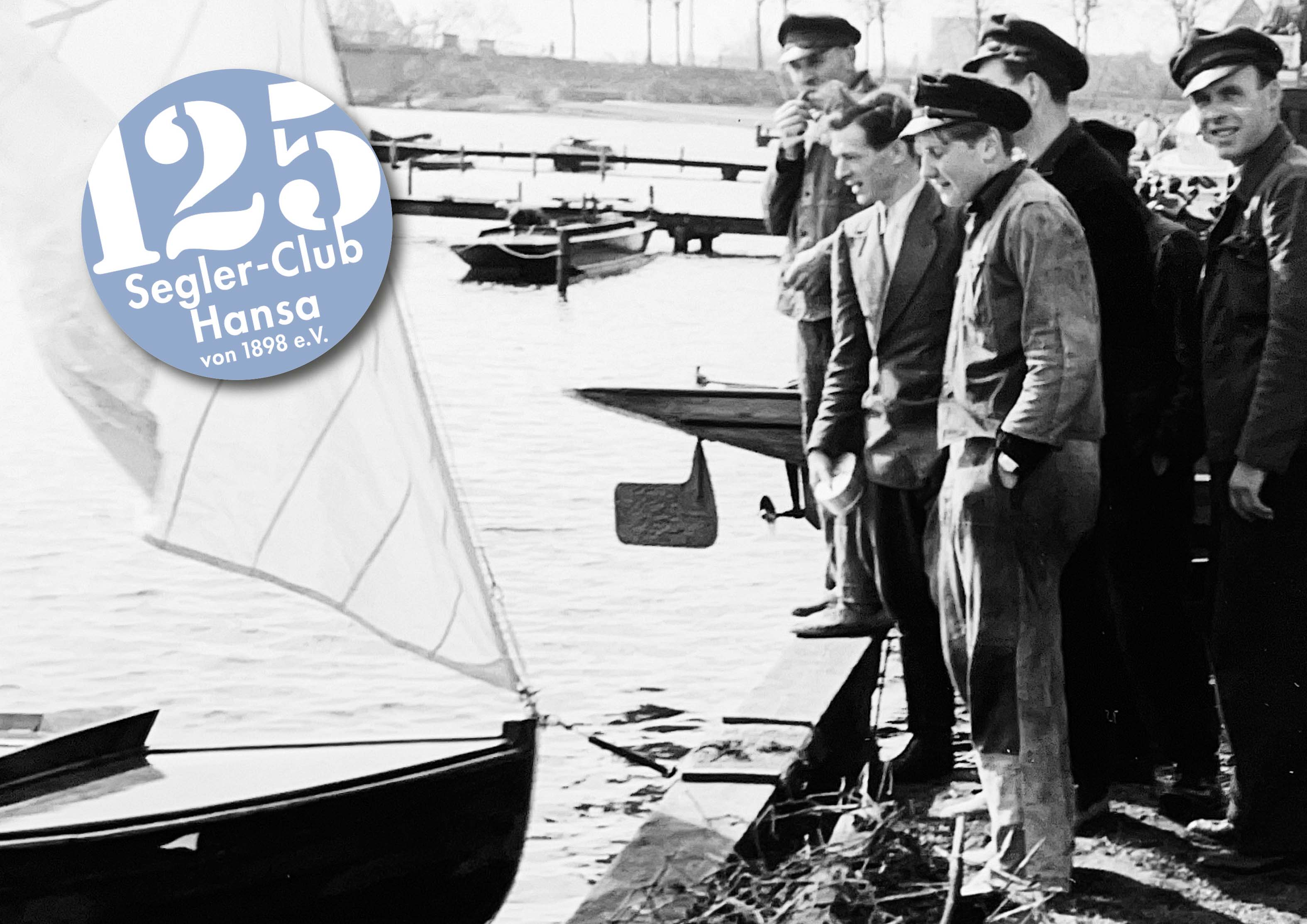
125-Jahre-Club-Jubiläum Segler-Club Hansa von 1898 e. V.

Die zu Beginn des 20. Jahrhunderts starke Prägung der Arbeiter auf die Mitgliederstruktur ließ während der zweiten Hälfte des Jahrhunderts ab. Heute gehören die rund 250 Mitglieder einem breiten Berufsfeld an und sind sowohl Regatta- wie Freizeitsegler. Zudem wurde die Jugendarbeit ausgebaut und es werden Segelkurse in verschiedenen Bootsklassen für Kinder, Jugendliche und Erwachsene angeboten. Meist in Zusammenarbeit mit anderen Vereinen veranstaltet der Club zudem regelmäßig überregional besuchte Ranglistenregatten, insbesondere den Niederegger Marzipan Cup und die traditionelle Holzbootregatta Schanzenberg Classics, und vereinsübergreifend die wöchentliche Freitagsregatta Schanzenberg Open.
Auf seiner Mitgliederversammlung am 25. Februar 2024 beschloss der Segler-Club Hansa von 1898 die Umbenennung in Segel-Club Hansa von 1898. Die Änderung wurde durch Eintragung in das Vereinsregister des Amtsgerichts Lübeck am 30. Dezember 2024 wirksam.